# Червоновуха черепаха Тейлора
Червоновуха черепаха Тейлора (Trachemys taylori) — вид черепах з роду Червоновухі черепахи родини Прісноводні черепахи. Отримала назву на честь американського зоолога Едварда Харісона Тейлора.

## Опис
Загальна довжина карапаксу досягає 22 см. Голова невелика, шия довга. Карапакс овальної форми з рівними краями і слабо рельєфною поверхнею, утвореної опуклими щитками.
Голова темних тонів. Заочноямкова пляма червона та дуже видовжена. Надскронева смуга різко обривається на шиї відразу за заочноямковою плямою. Карапакс оливковий або коричневий з дрібними, видовженими або яйцеподібними плями. На пластроні є інтенсивний малюнок чорного кольору.

## Спосіб життя
Полюбляє дрібні озера, ставки. Харчується безхребетними, молюсками, дрібною рибою, рослинною їжею.
Статева зрілість настає у 6—8 років. Парування починається у лютому. Самиця відкладає до 10 яєць. Інкубаційний період триває 80—100 діб.

## Розповсюдження
Мешкає у штаті Коауїла (Мексика).